# Statue équestre de Jeanne d'Arc (Portland, Oregon)
La statue Jeanne d'Arc, aussi connue sous le nom de Jeanne d'Arc, la Pucelle d'Orléans, est une copie de la statue équestre d'Emmanuel Frémiet Jeanne d'Arc (1874). Elle est installée à Portland dans l'État de l'Oregon, dans le quartier de Laurelhurst, aux États-Unis. Un autre exemplaire se trouve à New York. La sculpture en bronze qui représente Jeanne d'Arc, est donnée à la ville par Henry Waldo Coe, qui avait vu la statue originale de Frémiet à Paris, place des Pyramides. L'exemplaire de Portland est arrivé de France en 1924 et est dédié au Memorial Day en 1925 en l'honneur des Doughboys de la Première Guerre mondiale.

## Descriptif

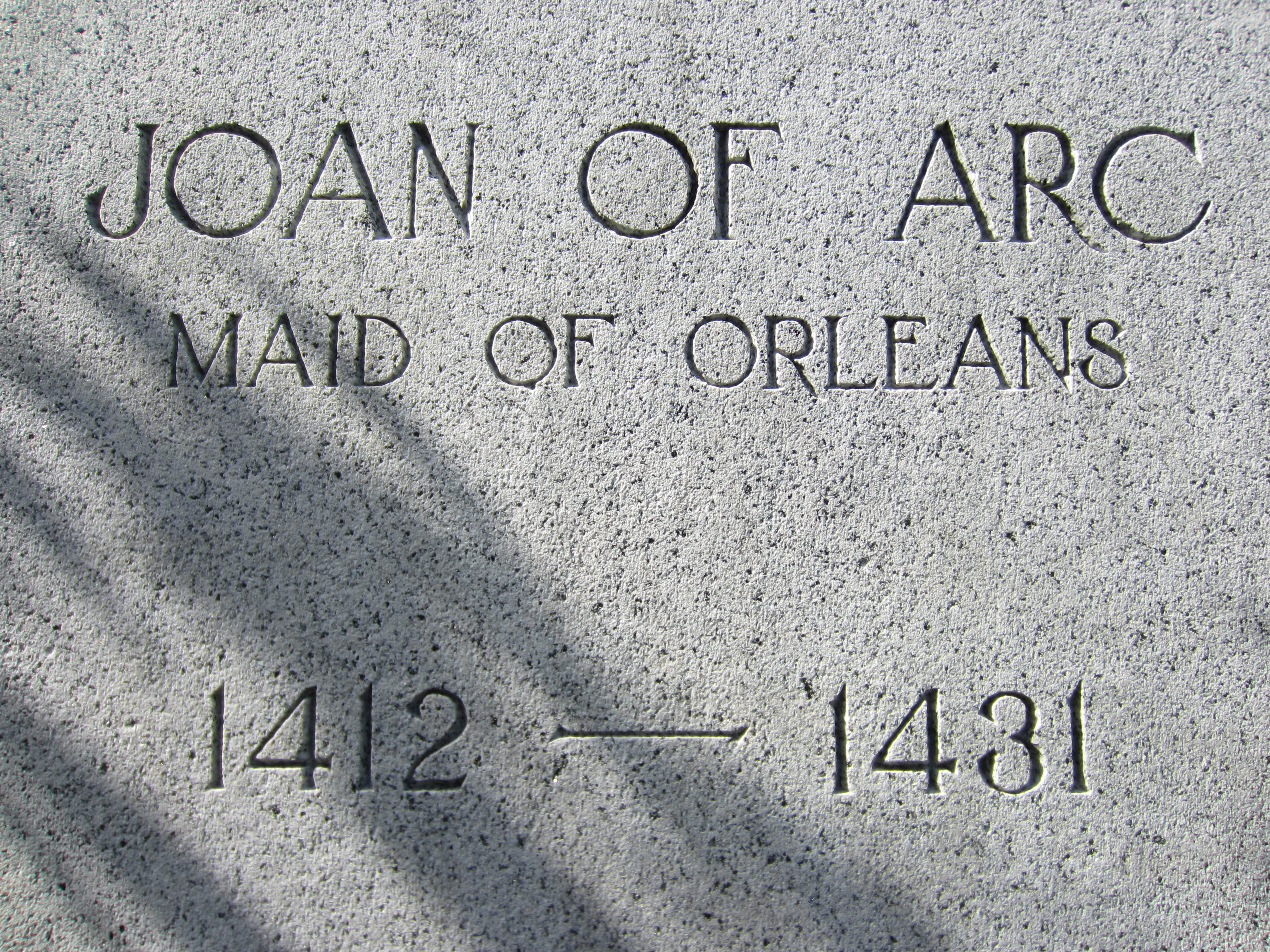
Détail de la sculpture: la "pucelle d'Orléans".

La statue Jeanne d'Arc est une statue équestre en extérieure installée à Coe Circle, à l'intersection du nord-est du boulevard Cesar E. Chavez. (anciennement 39e Avenue) et Glisan, dans le quartier Laurelhurst de Portland. La sculpture est l'une des nombreuses copies de la statue en bronze doré d'Emmanuel Frémiet de 1874, Jeanne d'Arc, qui est installée place des Pyramides à Paris.
La statue de Portland est également en bronze et mesure environ 3,7m x 1,7m x 2,7m. Le drapeau tenu par Jeanne d'Arc est en cuivre. La statue repose sur une base en granit qui mesure environ 2,4 x 0,9m x 2,7m.
La commission de conservation des impôts n'a pas permis que le coût de la base de granit sur laquelle repose la statue soit payé par la ville de Portland. Ainsi, l'épouse et la mère du Dr Coe ont payé la base de granit de 4 000 $.
Pour choisir le design de la base, la commission d'art de la ville et le chapitre des architectes de Portland ont organisé un concours. Margaret Goodin Fritsch, la première femme diplômée de l'École d'architecture de l'Université de l'Oregon, a remporté la première place et son design a été choisi. La base en granit elle-même est réalisée par Blaesing Granite Works.

## Historique
La statue est ajoutée à Coe Circle en 1925. C'était l'une des quatre statues données par Henry Waldo Coe à la ville de Portland. Elle est fabriquée à partir des moules originaux de la statue de Frémiet, que Coe a vu lors d'une visite en France,. La statue de Portland arrive de France en 1924 et consacre le Memorial Day, le 30 mai 1925, en l'honneur des Doughboys de la Première Guerre mondiale. Le Dr Coe choisit d'offrir une statue de Jeanne d'Arc parce qu'elle était la sainte patronne des Doughboys alors qu'ils combattaient en Europe pendant la Première Guerre mondiale. Il est rapporté que les Doughboys chanteraient même Joan of Arc, They Are Calling You alors qu'ils marchaient dans la bataille. Le Dr Coe est même cité en disant que le chant de cette chanson, "...avait beaucoup à faire pour raviver les esprits affaissés des Français et apporter la victoire de la défaite". Lors de la cérémonie du dévoilement de la statue, le quatuor Royal Rosarian a chanté cette chanson.
Au fil des ans, la feuille d'or qui ornait brillamment la statue s'est lentement détériorée jusqu'à ce qu'il n'y ait plus aucune trace de son éclat. L'œuvre est examinée en 1933 par le programme " Save Outdoor Sculpture!" de la Smithsonian Institution. En 2002, grâce aux efforts de collecte de fonds et après avoir reçu une subvention de 24 000 $ (soit presque 40 000 $ en 2022), la ville de Portland a pu faire restaurer la statue à son ancienne gloire. Le drapeau à fanion tenu dans la main droite de Jeanne et la couronne de laurier sur sa tête sont remplacés et la feuille d'or est restaurée.